# إيلي كرايغ
إيلي كرايغ (بالإنجليزية: Eli Craig)‏ هو منتج أفلام وكاتب سيناريو ومخرج وممثل أمريكي، ولد في 25 مايو 1972 في الولايات المتحدة.

## أعمال

### أفلام
- (2010) توكر وديل يواجهان الشر[4]

## وصلات خارجية
- إيلي كرايغ على موقع IMDb (الإنجليزية)
- إيلي كرايغ على موقع ألو سيني (الفرنسية)
- إيلي كرايغ على موقع أول موفي (الإنجليزية)
- إيلي كرايغ على موقع قاعدة بيانات الأفلام السويدية (السويدية)
- إيلي كرايغ على موقع قاعدة بيانات الفيلم (الإنجليزية)
- إيلي كرايغ على موقع كينوبويسك (الروسية)